# Čvorci
Čvorci su ptice pevačice male do srednje veličine u familiji Sturnidae. Ime „Sturnidae” potiče od latnske reči za čvorka, sturnus. Mnoge azijske vrste, a posebno one veće, se nazivaju majne, a mnoge afričke vrste su poznate kao sjajni čvorci zbog njihovog iridescentnog perja. Čvorci su izvorni za Evropu, Aziju i Afriku, kao i severnu Australiju i ostrva tropskog Pacifika. Severno evropske i azijske vrste su bile uvedene u te oblasti kao i u Severnu Ameriku, Havaje i Novi Zeland, gde se oni generalno nadmeću za životni prostor sa izvornim pticima i smataraju se invazivnim vrstama. Vrste čvoraka koje su poznate većini ljudi u Evropi i Severnoj Americi su obični čvorci, a širom većeg dela Azije i Pacivika, obične majne su rasprostranjene.
Čvorci imaju jaka stopala, njihov je let jak i direktan, i oni su veoma društveni. Njihovo preferentno stanište je prilično otvoren prostor, i oni jedu insekte i plodove. Nekoliko vrsta živi oko ljudskih naselja i efektivno su omnivorni. Mnoge vrste traže plen kao što su tvrdokrilci putem „ispitivanja otvorenim kljunom”, drugim rečima, prisilnim otvaranjem kljuna nakon što ga umetnu u pukotinu, čime proširuju otvor i izlažu plen; ovo ponašanje se opisuje nemačkim glagolom zirkeln.
Perje mnogih vrsa je tipično tamno sa metaličnim sjajem. Mnoge vrsre se gneze u šupljinama i legu plava ili bela jaja.
Čvorci imaju raznovrsne i kompleksne vokalizacije i poznato je da umeću zvukove iz njihovog okruženja u sopstvene pozive, uključujući auto alarme i ljudske obrasce govora. Ove ptice mogu da prepoznaju specifične individue po njihovim pozivima, i trenutno su predmet izučavanja u polju evolucije ljudskog jezika.